# Baturyn

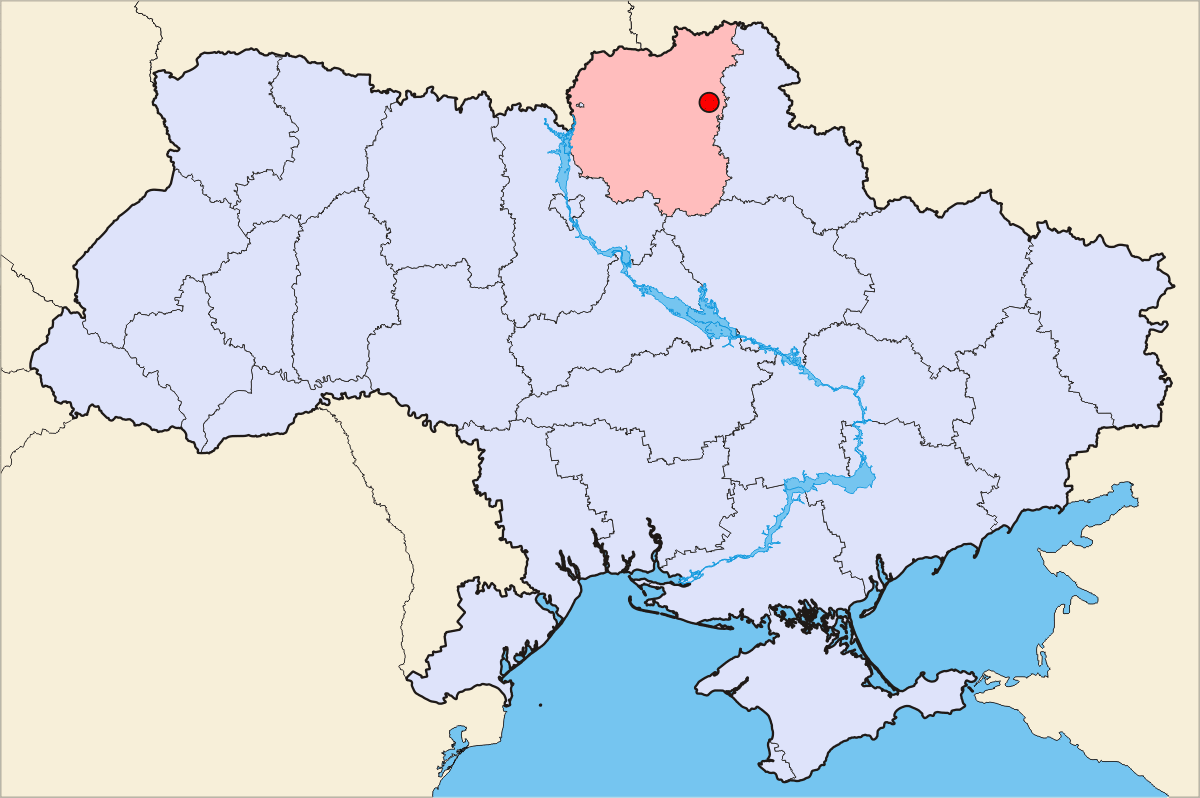
Baturyns läge i Tjernihiv oblast i Ukraina

Baturyn (ukrainska: Батурин uttal (fil); ryska: Батурин, Baturin) är en stad i Tjernihiv oblast i norra Ukraina med omkring 2 400 invånare.  Folkmängden uppgick till 2 705 invånare i början av 2012. Orten ligger på vänstra stranden av floden Sejm.

## Historia
Baturyn var den zaporozjekosackiske rebellen Ivan Mazepas huvudstad tills den brändes ner av trogna ryska soldater under Aleksandr Mensjikov i november 1708. Upproret kuvades därmed och stadens förintelse hade stor betydelse för utgången av Stora nordiska kriget.